# Americo Enrico Lauro

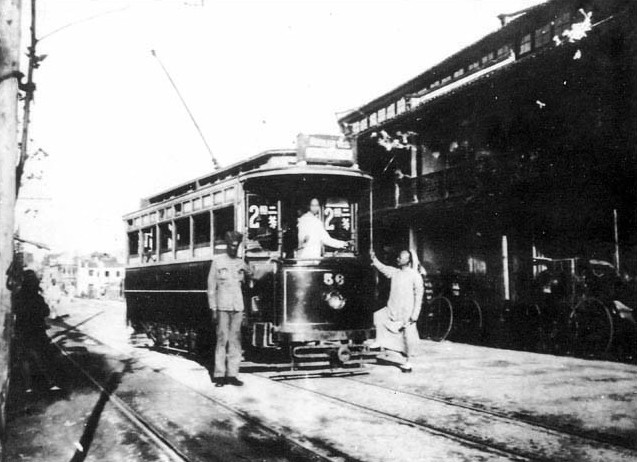
Tramvia de Shanghai 1908

Americo Enrico Lauro (Nàpols 1879 - Shanghai 1937). Empresari, distribuïdor, exhibidor, productor i director de cinema italià, considerat com un dels pioners del desenvolupament de l'industria cinematogràfica a la Xina.

## Biografia
Americo Enrico Lauro va néixer el 2 de maig de 1879 a Nàpols (Itàlia). Algunes biografies indiquen que es va formar a la Società Italiana Cines, empresa cinematogràfica especialitzada en la producció i distribució de pel·lícules. El 1901va arribar a Shanghai i segons algunes fonts el 1904 va fer un viatge a Europa des de Hong Kong i el 1905 va n tornar a Shanghai. Va quedar vidu el 1933 i no tenint fills, va marxar a Manila el 1935. Va tornar a Shanghai el gener de 1937 on va morir el 6 de febrer del mateix any a l'Hospital Rus dins la Concessió Francesa.Uns dies després va ser enterrat al cementiri d'estrangers de l'actual parc Jing’An.

#### Distribuïdor i exhibidor
Del 1907 a 1912 va oferir serveis d'exhibició de films pels hotels de prestigi de Shangai, com el St. Georges i el Palace.
El 1910 va col·laborar amb l'espanyol Antonio Ramos Espejo com a gerent del cinema Victoria, propietat d'aquest altra pioner del cinema a la Xina. El 1912 , Lauro va sol·licitar la construcció d'un escenari de fusta i una sala de projeccions al districte de Huangpu. El mateix any, es va associar amb el comerciant cantonés Deng Ziyi 鄧子義 i va construir Helen Cinematograph. Posteriorment, va finançar conjuntament amb Deng una sala a partir de la renovació del Shanghai Grand Theatre, un antic teatre que representava òperes tradicionals xineses, que es va inaugurar oficialment el maig del 1917. Algunes cròniques de l'època indiquen que el famòs escriptor Lu Xun, el 1927, hi va veure l'última pel·lícula de la seva vida. Va col·laborar com a distribuïdor amb empreses com Pathé i Compagnie des Cinématographs Le Lion, Società Italiana Cines, Gaumont i Lux.

#### Productor i director de cinema
A Shanghai va fundar la seva pròpia companyia cinematogràfica, anomenada Lauro Cinema China Co. (罗乐制造中国影片 公司).
Segons algunes fonts Lauro va dirigir més de 200 pel·lícules, especialment reportatges d'actualitat i documentals entre els quals destaquen, el funetal de l'empradriu Cixi, el primer tramvia de Shangai i una sèrie sobre les cases de té de Shanghai (1905).
Com a director destaca la pel·lícula del 1914 titulada "The Curse of Opium", centrada en els efectes negatius de l'ús de l'opi, on va col·laborar amb un grup d'artistes de teatre. Lauro va trobar moltes dificultats durant el procés de rodatge, per exemple, els actors xinesos no tenien formació en interpretació cinematogràfica i sempre els agradava mirar l'objectiu de la càmera, o el costum de que els papers femenins fossin representants per actors masculins. No es té constància que alguna de les peces rodades per Enrico Lauro hagi sobreviscut, però algunes fonts indiquen que a mitjans dels anys 30, Lauro encara va conservar un petit nombre de negatius de la pel·lícula del 1914.

#### Altres activitats
Més enllà de la cinematografia, Lauro va exercir altres oficis. El 1920 i 1921 apareix a "Hong List" com a secretari d'un bufet d'advocats presidit pel seu sogre, G. D. Musso1793. El 1923 va ser elegit membre del Comitè General de la Cambra de Comerç Italiana a Shanghai que presidia C. Fumagalli. També va participar en la "The Foreign Chinese Produce And Stock Exchange Co, Ltd.1795.

## Filmografia destacada
| Any  | Títol xinès        | Títol anglès                          |
| ---- | ------------------ | ------------------------------------- |
| 1908 | 上海第一辆电车行驶 | Shanghai’s First Tramway              |
| 1908 | 西太后光绪帝大出丧 | Imperial Funeral Procession in Peking |
| 1910 | 上 海租界各处风景  | Lovely Views in Shanghai Concessions  |
| 1911 |                    | Cutting Queues by Force               |
| 1911 |                    | The Customs and Habits of China       |
| 1914 |                    | The Course of Opium/ Victims of Opium |